# Cantón de La Chapelle-la-Reine
El cantón de La Chapelle-la-Reine era una división administrativa francesa, que estaba situada en el departamento de Sena y Marne y la región de Isla de Francia.

## Composición
El cantón estaba formado por dieciocho comunas:
- Achères-la-Forêt
- Amponville
- Boissy-aux-Cailles
- Boulancourt
- Burcy
- Buthiers
- Fromont
- Guercheville
- La Chapelle-la-Reine
- Larchant
- Le Vaudoué
- Nanteau-sur-Essonne
- Noisy-sur-École
- Recloses
- Rumont
- Tousson
- Ury
- Villiers-sous-Grez

## Supresión del cantón de La Chapelle-la-Reine
En aplicación del Decreto n.º 2014-186 de 18 de febrero de 2014, el cantón de La Chapelle-la-Reine fue suprimido el 22 de marzo de 2015 y sus 18 comunas pasaron a formar parte; diecisiete del nuevo cantón de Fontainebleau y una del nuevo cantón de Nemours.